# Alfons Goppel
Alfons Goppel, né le 1er octobre 1905 à Ratisbonne et mort le 24 décembre 1991 à Johannesberg, est un homme politique allemand membre de l'Union chrétienne-sociale en Bavière (CSU).
Avocat puis magistrat, il entre en politique en rejoignant le BVP au début des années 1930. Il adhère ensuite au NSDAP et sert dans la Wehrmacht au cours de la Seconde Guerre mondiale.
Il participe à la fondation de la CSU en 1946 et entreprend rapidement un parcours d'élu local. Les élections régionales de 1954 le font élire au Landtag de Bavière. Il est nommé secrétaire d'État du ministère de la Justice en 1957, puis ministre de l'Intérieur après le scrutin de 1958.
À l'occasion des élections de 1962, il est chef de file des chrétiens-sociaux. Le résultat leur accorde la première de onze majorités absolues consécutives. Le parti franchit la barre des 50 % des voix en 1970 et réalise son meilleur score historique quatre ans plus tard avec 62,1 % des suffrages. Il se retire du gouvernement en 1978, après avoir accompli quatre mandats consécutifs et totalisé plus de quinze années au pouvoir, établissant là aussi un record.
Il est député européen entre 1979 et 1984, donnant à la CSU son résultat le plus élevé en voix. Il se retire de la politique à l'issue de son mandat.

## Biographie

### Formation
En 1925, il passe son Abitur à Ratisbonne, puis s'inscrit à l'université de Munich pour y étudier le droit. Ayant rejoint une société d'étudiants catholiques, il passe avec succès son premier examen juridique d'État en 1929.

### Premiers engagements à droite et débuts professionnels
Il s'engage en politique en 1930 et adhère au Parti populaire bavarois (BVP), une formation conservatrice et monarchiste. Il réussit deux ans plus tard son second examen juridique d'État et s'installe comme avocat à Ratisbonne.
En 1933, il rejoint les Sections d'assaut (SA) et devient l'année suivante conseiller juridique de la municipalité de Mainburg. Nommé procureur à Kaiserslautern, il s'inscrit au Parti national-socialiste des travailleurs allemands (NSDAP) en 1937 et se voit promu juge à Aschaffenbourg en 1938.

### Seconde Guerre mondiale
Au cours de la Seconde Guerre mondiale, il sert comme soldat au cours de la bataille de France, avant d'être déplacé sur le front oriental pour combattre contre l'Union soviétique. Il passe les deux dernières années du conflit comme instructeur d'armes et de tactique à l'école d'infanterie Döberitz de Berlin.

### Retour en politique
Il est recruté en 1946 à Aschaffenbourg pour occuper un poste de conseiller juridique, chargé des expulsés et du logement. Cette même année, il participe à la fondation de l'Union chrétienne-sociale en Bavière (CSU), successeur du BVP.
Il se fait élire le 12 octobre 1947 préfet de l'arrondissement d'Aschaffenbourg, mais le ministère de l'Intérieur refuse de valider le scrutin, du fait de son ancienne appartenance au NSDAP. Il est nommé adjoint au bourgmestre d'Aschaffenbourg en 1952.

### Ascension: ministre régional
À l'occasion des élections législatives régionales du 28 novembre 1954, il est élu à 49 ans député au Landtag de Bavière. Il échoue, deux ans plus tard, à se faire élire bourgmestre de Wurtzbourg.
Le 16 octobre 1957, à l'occasion de la formation du premier gouvernement du chrétien-social Hanns Seidel, il est désigné secrétaire d'État du ministère de la Justice, sous l'autorité de Willi Ankermüller.
Réélu parlementaire au scrutin du 23 novembre 1958, il devient ministre de l'Intérieur le 9 décembre suivant, dans le cabinet Seidel II. Il est maintenu à ce poste quand Hans Ehard doit reprendre la tête de l'exécutif régional, le 26 janvier 1960.

### Ministre-président de Bavière

#### Une solide majorité absolue
Pour les élections législatives régionales du 25 novembre 1962, le président de la CSU Franz-Josef Strauß le choisit comme nouveau chef de file des chrétiens-sociaux. Avec un total de 47,5 % des voix, la formation remporte 108 députés sur 204 au Landtag. Après douze années de gouvernement de coalition, la CSU peut à nouveau gouverner seule. Le 11 décembre, Alfons Goppel est investi ministre-président de Bavière et forme son premier gouvernement, dans lequel Hans Ehard est ministre de la Justice.
Il se présente pour un nouveau mandat lors du scrutin du 20 novembre 1966. Malgré la percée du Parti national-démocrate d'Allemagne (NPD), la CSU progresse très légèrement à 48,1 % des voix et 110 parlementaires sur 204. Les élections du 22 novembre 1970 constituent le premier succès d'ampleur pour les chrétiens-sociaux, un an à peine après la formation de la première « coalition sociale-libérale » fédérale. La CSU s'adjuge 56,4 % des suffrages, soit 124 parlementaires.
Le 1er novembre 1972, il prend pour un an la présidence tournante du Conseil fédéral.

#### Le record du quatrième mandat
À l'approche des élections du 27 octobre 1974, il est investi pour tenter de remporter un quatrième mandat consécutif. Bien qu'il soit âgé de 69 ans et au pouvoir depuis déjà douze ans, il donne à la CSU une éclatante victoire. Le parti remporte 62,1 % des voix et 132 élus, dont 100 des 104 circonscriptions du Land. Ce résultat est à la fois le meilleur de toute l'histoire de l'Union chrétienne-sociale en Bavière et le deuxième meilleur jamais obtenu par un parti dans une élection régionale allemande de l'après-guerre. Le 12 novembre, Alfons Goppel est donc investi pour un quatrième mandat.

### Député européen et retrait de la politique
Lors des élections du 15 octobre 1978, il cède sa place de chef de file à Franz Josef Strauß, président de la CSU et figure de la vie politique fédérale. Il renonce également à se présenter au Landtag. Toutefois, pour les élections européennes du 10 juin 1979, il accepte de mener la liste de la CSU. Le jour de l'élection, il obtient 10,1 % des voix fédérales et 62,5 % des suffrages régionaux, soit 8 députés sur 78 au Parlement européen, ce qui constitue en voix le meilleur résultat pour sa formation. Il ne siège qu'une législature, jusqu'en 1984, et participe au bureau du groupe du Parti populaire européen (PPE).
Retiré de la politique, il meurt la veille de Noël à Johannesberg à l'âge de 86 ans. Il reste à ce jour le seul ministre-président bavarois à avoir accompli quatre mandats complets, établissant un record de longévité au pouvoir dans le Land avec près de quinze ans et onze mois à la direction de l'exécutif.

### Vie privée
Il est le quatrième enfant d'une fratrie de neuf, et est issu d'une famille d'industriels.
Il épouse Gertrud Wittenbrink en 1935, avec qui il a eu six enfants. L'un de ses fils, Thomas, sera député et ministre du Land.
Il est également l'oncle maternel de Mgr Konrad Zdarsa, évêque d'Augsbourg.